# Jadwiga Andrzejewska

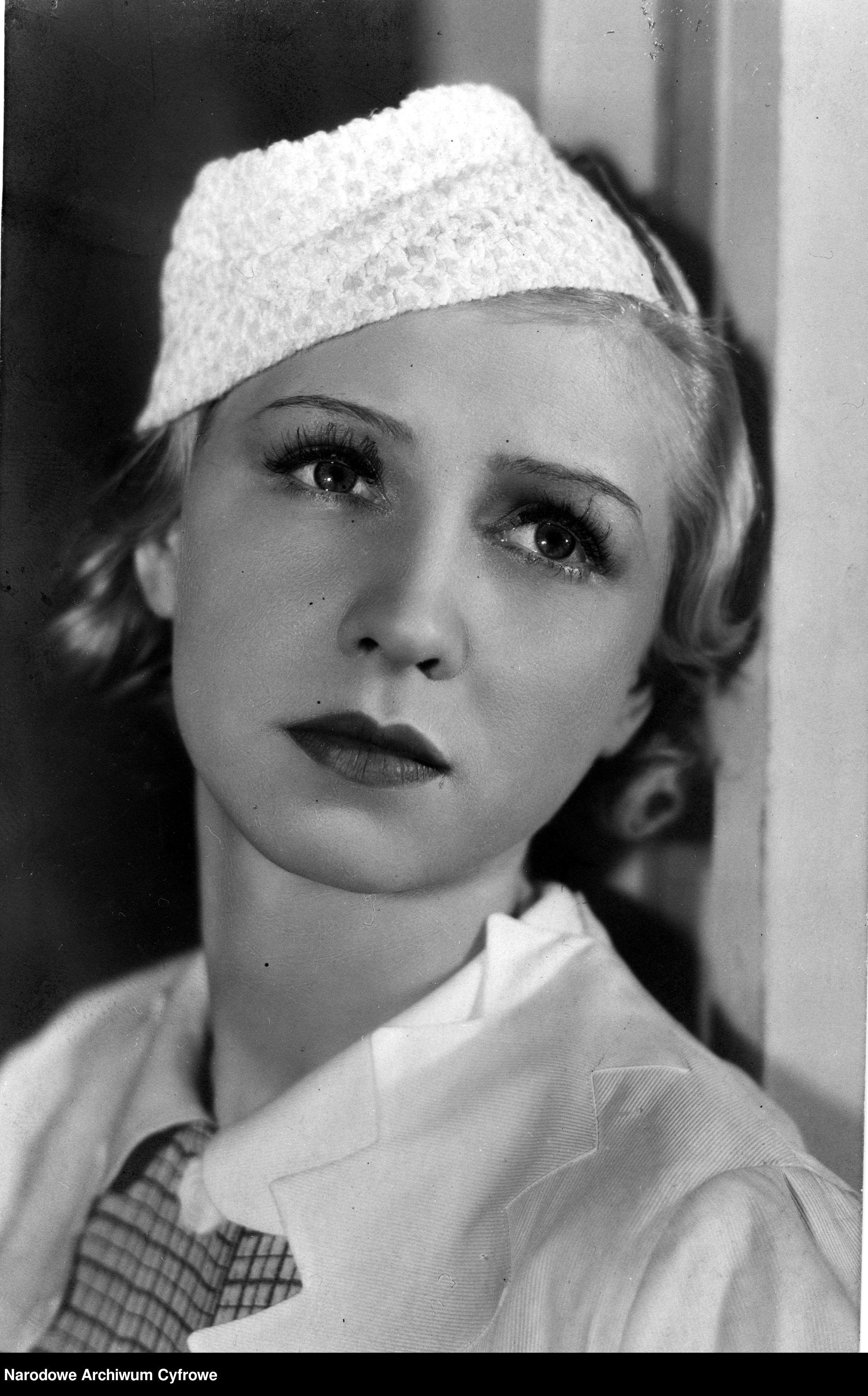
Jadwiga Andrzejewska in den 1930er Jahren

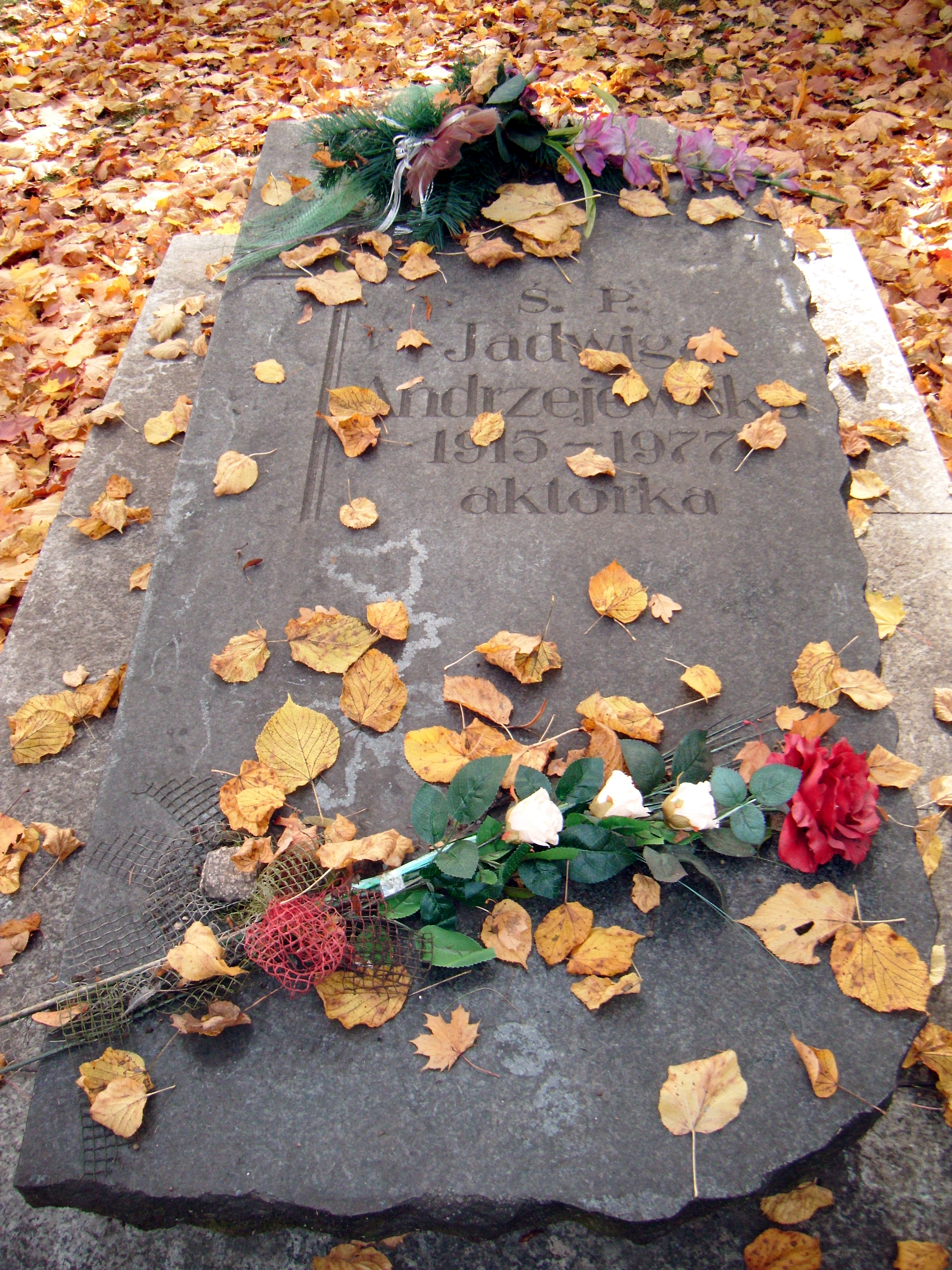
Das Grab der Schauspielerin auf dem Kommunalfriedhof Doły in Łódź

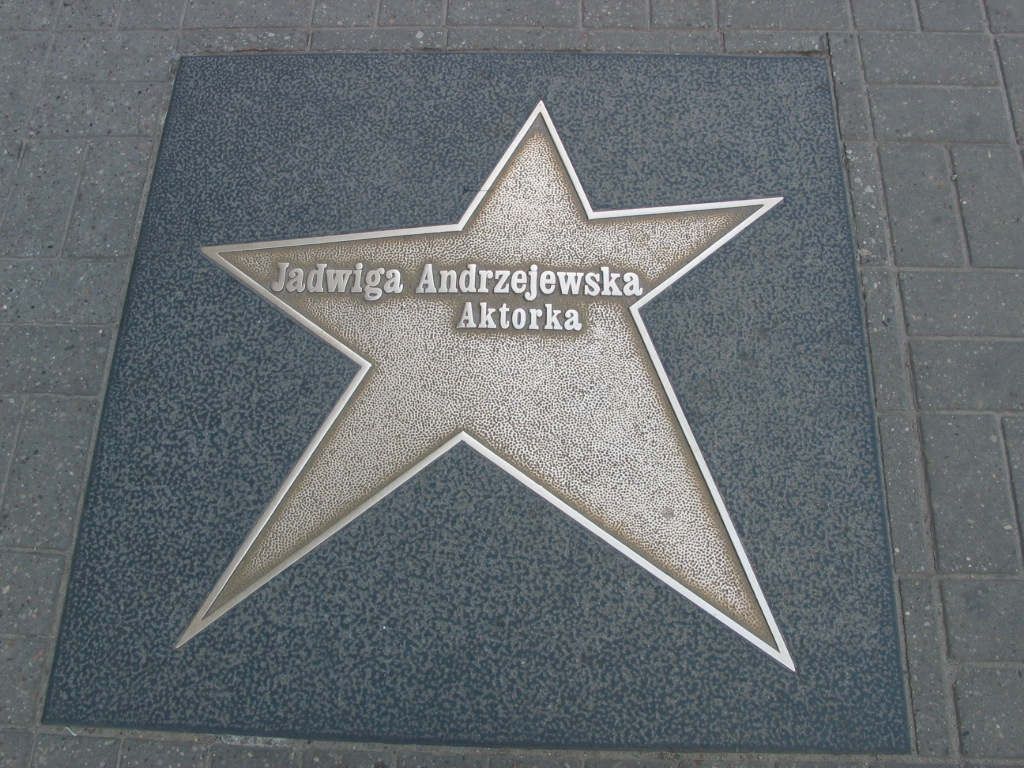
Der Stern von Jadwiga Andrzejewska in Łódź

Jadwiga Andrzejewska (* 30. März 1915 in Łódź; † 4. Oktober 1977 ebenda) war eine polnische Schauspielerin.

## Leben
Jadwiga Andrzejewska wurde 1915 in Łódź geboren. Ihr Vater war Theateringenieur, Jadwiga  trat bereits in ihrer Kindheit an Łódźer Theatern auf. Nach ihrer Grundschulzeit tanzte sie im Kabarett „Jar“. Ihr Theaterdebüt hatte sie am 15. November 1932 am Kammertheater in Warschau. Bis zum Ausbruch des Zweiten Weltkriegs trat sie in einzelnen Vorführungen in Warschau und Łódź auf, einem festen Ensemble gehörte sie nicht an. Nach dem deutschen Überfall auf Polen ging Andrzejewska nach Lemberg und wurde in der polnischen Armee Mitglied der Theatergruppe. Dadurch kam sie in den Nahen Osten, nach Italien und Großbritannien. Erst 1947 kam sie nach Polen zurück und trat dem Syrena-Theaters in Łódź bei, das dann aber nach Warschau zog. 1949 ging sie wieder in ihre Geburtsstadt Łódź zurück und spielte ihr weiteres Leben auf den dortigen Bühnen.
Ihren ersten Filmauftritt hatte Jadwiga Andrzejewska in dem Film Dzieje grzechu von 1933, in dem sie eine Blumenverkäuferin spielte. Sie feierte in Melodramen und Komödien filmische Erfolge und stieg in die Gruppe der führenden polnischen Vorkriegsschauspielerinnen auf. Auch nach dem Zweiten Weltkrieg trat sie noch in Filmen auf, wobei die Rollen kleinere waren. Ihr Schaffen umfasst mehr als 40 Produktionen für Film und Fernsehen.
Jadwiga Andrzejewska starb 1977 im Alter von 62 Jahren und wurde auf dem Łódźer Doły-Friedhof beigesetzt. Am 16. Oktober 1998 wurde Andrzejewska zu Ehren ein Stern in der Piotrkowska-Straße in der Aleja Gwiazd (Allee der Sterne) in Łódź enthüllt.

## Filmografie
- 1933: Dzieje grzechu
- 1933: Kreuzweg einer Liebe (Wyrok życia)
- 1935: Wacuś
- 1936: Wierna rzeka
- 1936: Papa się żeni
- 1936: Ada! To nie wypada!
- 1936: 30 karatów szczęścia
- 1937: Dorożkarz nr 13
- 1937: Parada Warszawy
- 1937: Dziewczęta z Nowolipek
- 1938: Kobiety nad przepaścią
- 1938: Strachy
- 1938: Zapomniana melodia
- 1938: Moi rodzice rozwodzą się
- 1939: Doktór Murek
- 1942: Boyevoy kinosbornik 9
- 1946: Wielka droga
- 1954: Unter dem phrygischen Stern (Pod Gwiazdą Frygijską)
- 1957: Ziemia
- 1957: Pożegnanie z diabłem
- 1957: Am Ende der Nacht (Koniec nocy)
- 1960: Lunatycy
- 1960: Miasteczko
- 1960: Miejsce na ziemi
- 1961: Nafta
- 1962: Komedianty
- 1962: Ein Zirkusdirektor gibt nicht auf (Dom bez okien)
- 1962: Rodzina Milcarków
- 1963: Mam tu swój dom
- 1965: Zwischen Feuer und Asche (The Ashes)
- 1966: Niedziela sprawiedliwości
- 1966: Przedświąteczny wieczór
- 1967: Eheberatung (Poradnik matrymonialny)
- 1968: Ortalionowy dziadek
- 1968: Czterej pancerni i pies
- 1969: Olympisches Feuer (Znicz olimpijski)
- 1970: Vier Panzersoldaten und ein Hund (Czterej pancerni i pies)
- 1970: Das Reifezeugnis (Cyrograf dojrzalosci)
- 1970: Melodrama
- 1971: Motodrama
- 1972: 150 na godzinę
- 1975: Das gelobte Land (Ziemia obiecana)
- 1976: A jeśli będzie jesień...
- 1977: Milioner